# Bai Xue (directora)
No confondre amb Bai Xue (actriu) (1964) ó Bai Xue (atleta (1988).
Bai Xue (xinès simplificat: 白雪, pinyin: Bái Xuě; Shenzhen - 1984) és una directora de cinema xinesa.

## Biografia
Bai Xue va néixer l'11 de novembre de 1984.Quan tenia setze anys va anar a viure amb els seus pares a la ciutat-prefectura de Shenzhen, al sud de la província de Guangdong (Xina). El 2009 es va casar amb He Bin, company seu a l'Acadèmia de Cinema de Pequín.
El 2017 es va graduar a l'Acadèmia de Cinema de Pequín, en l'especialitat de direcció de llargmetratges.. El seu treball de graduació va ser 卡门 (Carmen) un curtmetratge premiat al 4t festival de "vídeos del futur" de joves cineastes de la Xina, Corea i el Japó, i finalista al Festival de cinema d'estudiants celebrat a Taiwan. Aquest any va participar en el 2n programa de suport a directors de cinema joves de CFDG de la Xina patrocinat per l'Associació de directors de cinema de la Xina, i va guanyar cinc premis.
El primer llargmetratge que Bai va escriure i dirigir, l'any 2018, va ser 过春天, traduït com The Crossing ó com Over the Springi protagonitzada per Huang Yao, Elena Kong, Carmen Soup i Sun Yang. Per portar a terme el projecte, iniciat el 2015, Bai va tenir molts problemes per manca de recursos, fins que va obtenir finançament d'una de les gran productores xineses, Wanda Pictures del grup Wanfa Media., alhora membre del conglomerat Wanda Group. i com a productor executiu va col·laborar-hi el director i productor Tian Zhuangzhuang.
Es una obra basada en les històries de "nens transfronterers", un grup demogràfic d'adolescents del sud de la Xina que creuen la frontera cada dia entre les seves cases de Shenzhen i les escoles de Hong Kong. La protagonista Peipei (Huang Yao) és una tímida noia de 16 anys, que estalvia per poder fer unes vacances al Japó amb la seva millor amiga Jo (Carmen Soup). Peipei es desplaça diàriament entre casa seva a la ciutat xinesa de Shenzhen i l'escola de Hong Kong. Per guanyar una mica de diners extra fa contraban d'iPhones embolicats amb film transparent a la seva motxilla de l'escola. Si els funcionaris de la seguretat l'aturen, pot afirmar raonablement que els telèfons són per a ús personal i així poder continuar el camí.
Alguns crítics cinematogràfics han comparat l'estil de Bai Xue amb el de la directora estatunidenca Sofia Coppola.
Al TIFF del 2018 (Festival Internacionfl de Cinema de Toronto) la pel·lícula va rebre una menció honorífica pel Premi NETPAC. Al 2n Pingyao Film Festival (PYIFF) va guanyar el premi "Crouching Tigers " a la millor pel·lícula de nous directors, i Huang Yao va guanyar el premi a la millor actriu..A la 13a edició del Asian Film Awards de Hong Kong del 2019, Bai Xue va ser unes de les nominades en la categoria de millor director novell i l'actriu Huang Yao va rebre el premi a la millor actriu debutant.
El 2018 també va co-dirigir una col·lecció de curtmetratges amb el títol de "The Most Beautiful Performance in 2018".